# عفت تجارت‌چی
عفّت تجارت‌چی (۱۲۹۶ – ۱۹ فروردین ۱۳۷۸) نخستین زن خلبان اهل ایران بود. وی نخستین کارآموز و زن خلبان ایرانی است که در سال ۱۳۱۸ پس از تأسیس باشگاه هواپیمایی برای آموزش فنون خلبانی نام‌نویسی کرد. تاریخ شروع کار تجارت‌چی ۵ مهر ۱۳۱۸ بود و نخستین پرواز مستقل او ۲۷ آبان ۱۳۱۹ انجام گرفت.
او در سال‌های میانی عمر به ادبیات و شعرسرایی روی آورد و در سال ۱۳۳۷ دیوان برگ‌های پراکنده را به چاپ رساند. عفت تجارت‌چی در ۸۲ سالگی به فاصله یک روز پس از مرگ همسرش درگذشت و در بهشت زهرای تهران قطعه ۶۶، ردیف ۶۹، شماره ۵۰ به خاک سپرده شد. از عفت تجارت‌چی و اینا آوشید و قدسیه فرخ‌زاد جزو نخستین خلبانان زن ایرانی نام برده می‌شود. وی پسرش سینا فیاض منش را هم تشویق کرد در رشته مهندسی هواپیما تحصیل کند و پسر او مهندس صنعت هواپیماسازی و دانش‌آموخته یکی از دانشگاه‌های معتبر آمریکا شد.

## پیشینه
عفت تجارت‌چی در دفتر خاطراتش این‌گونه نوشته‌است:
«سال ۱۳۱۳ بود که از دبیرستان آزرم دیپلم گرفتم و مدتی در بانک ملی و بعد در کتابخانه دانشکده پزشکی به عنوان مترجم زبان فرانسه مشغول کار شدم، اما از همان کودکی شوق پرواز آرام و قرارم را گرفته بود و بزرگ‌ترین آرزویی که در دل داشتم این بود که روزی خلبان شوم به خاطر دارم زمانی که محصل دبستان بودم روزی برای تماشای فیلم به یکی از سینماهای تهران رفتم. در این فیلم خلبان هواپیما هنگام پرواز در دریا سقوط کرد سپس عده‌ای به کمکش شتافتند و با زحمت بسیار او را از درون کابین هواپیما و آب بیرون کشیدند اما وقتی خلبان کلاه مخصوص خود را از سر برداشت متوجه شدند که او یک زن است. یک زن خلبان! مشاهده این فیلم روزنه‌های امید را در دلم روشن کرد و باورکردم من هم می‌توانم روزی خلبان شوم. در سال ۱۳۱۸ باشگاه خلبانی تأسیس شد و جراید وقت اعلام کردند جوانان علاقه‌مند می‌توانند فنون خلبانی را در این باشگاه آموزش ببینند؛ بنابراین به ساختمان باشگاه در خیابان سعدی رفتم اما عضو آن نشدم. وقتی به خانه آمدم و جریان را به پدرم گفتم او با حیرت گفت چرا برای خلبانی نام‌نویسی نکردی؟ در جواب گفتم چون هنوز هیچ زنی داوطلب این کار نشده‌است. پدرم در پاسخ گفت: چه اشکالی دارد که تو نخستین زن خلبان ایرانی باشی! برو هرچه زودتر در باشگاه خلبانی ثبت‌نام کن و من هم پذیرفتم. فردای همان‌روز به باشگاه خلبانی رفتم و به عنوان نخستین زن داوطلب نام‌نویسی کردم. در آن زمان ۲۲ یا ۲۳ سال بیشتر نداشتم. وقتی مسؤولان باشگاه مرا داوطلب خلبانی دیدند سخت متعجب شدند و تحسینم کردند. جراید وقت هم عمل مرا ستودند و خبر آن را با لحنی غرورآمیز درج کردند. همین موضوع باعث شد خانم‌ها اینا اوشید، قدسیه فرخزاد، فخرالتاج منفردی، عذرا رحیمی، درخشنده ملکوتی و صفیه پرتوی نیز در باشگاه خلبانی نام‌نویسی کنند. این ماجرا بیشتر در جراید وقت سروصدا به پا کرد و روزنامه‌نگاران مرا مدیون خود کردند. وقتی به‌شمار داوطلبان این فن افزوده شد مسؤولان باشگاه ما را به فرودگاه «دوشان تپه» دعوت کردند. در آنجا پس از مراسم پذیرایی به هریک از ما لباسی دادند که شامل یک کلاه مخصوص، روپوش خلبانی، گوشی تماس با مربی، کمربند پرواز و چتر نجات بود. در ابتدای کار مربی طرز استفاده از این وسایل را به ما آموخت، ناگفته نماند چون این لباس تا آن زمان فقط برای آقایان تهیه می‌شد و به تن خانم‌ها بسیار گشاد و بدقواره بود به هرحال بعد از دو سه جلسه، لباس‌هایی به اندازه خود دوختیم و پوشیدیم. در این روز هریک از ما با معلم خود سوار هواپیمایی ساده شدیم و پرواز تفریحی کوتاهی انجام دادیم. هواپیماهای تمرینی آن زمان «تایگرموس» نامیده می‌شدند و روباز بودند. به‌طوری‌که نیمی از بدن سرنشینان از کابین بیرون بود و مربی به همراه سرنشین یا تعلیم‌گیرنده با دو کمربند که از روی شانه‌ها عبور می‌کرد به صندلی خود بسته می‌شدند تا هنگام پرواز و عملیات آکروباتی به بیرون پرت نشوند.
یک هفته بعد از نخستین پرواز تفریحی ما برنامه آموزشی به‌طور جدی دنبال شد. هفته‌ای دو روز راهی دوشان تپه می‌شدیم. مربی در قسمت جلوی هواپیما می‌نشست و تعلیم گیرنده پشت سرش قرار می‌گرفت. چندی بعد گروهی افسر و درجه‌دار نیروی هوایی به مربیان اضافه شدند. در مدت کوتاهی که پرواز تفریحی انجام می‌شد سراپا شور و شوق در من بود و احساس غرور می‌کردم. هرگز آن لحظات را فراموش نمی‌کنم. پس از سه یا چهار هفته پرواز تمرینی که انجام دادیم به من اجازه پرواز مستقل دادند. در پرواز مستقل تعلیم گیرنده در همان جای سابق خود یعنی پشت خلبان می‌نشست چون تمام دستگاه‌ها و فرمان هواپیما که مقابل خلبان قرار داشت، جلوی شاگرد هم بود و او می‌توانست از آن‌ها به‌طور یکسان استفاده کند. با این حال به خاطر اینکه خلبان در کابین نبود و تعادل هواپیما به هم می‌خورد یک کیسه شن و ماسه هم‌وزن خلبان به جای او گذاشته می‌شد.
تاریخ شروع کار من پنج مهر ۱۳۱۸ بود و نخستین پرواز مستقیم ۲۷ آبان ۱۳۱۹ انجام شد. در این فاصله هفته‌ای دو بار تمرین کوتاه مدت داشتم. علت اینکه تاریخ نخستین پرواز مستقل خود را به یاد دارم این است که همان روز من بهترین لحظه‌های زندگی‌ام را سپری می‌کردم و پشت دیوان حافظ خود به یادگار نوشتم «پرشکوه‌ترین روز برای یک خلبان، روزی است که نخستین پرواز آزادش را انجام دهد،»
پدرم مردی روشنفکر بود و در مورد پیشرفت‌های زندگی من نه تنها کارشکنی و بهانه‌جویی نمی‌کرد بلکه راهنمای مورد اعتمادم بود. در عوض مادرم از اینکه به فراگیری فن خلبانی پرداخته بودم سخت در وحشت بود. حتی پدرم به من گوشزد کرده بود دربارهٔ نخستین روزی که پرواز مستقل دارم چیزی به او نگویم. راستش خود من نیز اطلاعی از تاریخ نخستین روز پروازم نداشتم و ضمن تمرینات متوجه شدم برای این کار آماده شده‌ام و قرار است به‌طور مستقل پرواز کنم.
در پرواز مستقل یک ربع روی آسمان بودم. اطراف فرودگاه را دور زدم و دوباره به محل سابق فرود آمدم. همه حاضران متوجه من بودند که چگونه برمی‌خیزم و چطور هواپیما را کنترل می‌کنم. به خصوص معلمانم با دقت و وسواس خاص تمام حرکاتم را زیرنظر داشتند تا از درصد نتایج تعلیمات آگاه شوند. خوشبختانه من زحمت‌های آنان را بی‌ثمر نگذاشتم و از آزمایش سربلند بیرون آمدم. در مرحله پرواز آکروباتی هنوز گرم تمرین عملیات مختلف، مثل غلت زدن و معلق زدن بودم که وقایع ۲۰ شهریور اتفاق افتاد و باشگاه خلبانی برای مدتی از فعالیت بازماند. در این گیرودار ازدواج کردم و همراه شوهرم به کرمانشاه و همدان رفتم.
یکی از خاطراتی که هرگز فراموش نمی‌کنم این است که روزی یکی از خانم‌ها پرواز تمرینی داشت و سایر هواپیماها نشسته بودند. چشم‌ها به پرواز این هواپیما دوخته شده بود. وقتی هواپیما برخاست صدای مهیب در فضا پیچید و من متوجه شدم یکی از چرخ‌های آن آویزان است. همین مسئله وحشت عجیبی بین دیگر حاضران ایجاد کرد و پرواز هواپیماها متوقف شد. در همان موقع روی «نی» که معمولاً برای تعیین جهت وزش باد در فرودگاه می‌گسترانند یک چرخ گذاشتند تا خلبان متوجه شد حادثه‌ای برای چرخ هواپیمایش رخ داده‌است. بدین ترتیب معلم هنگام نشستن متوجه نقض فنی هواپیمایش شد و آن قدر در آسمان گردش کرد تا بنزین تمام شد، آمبولانس و دو برانکارد هم حاضر کرده بودند تا اگر سرنشینان هواپیما دچار حادثه شدند فوری به بیمارستان منتقل شوند. در این میان حال ما که شاهد ماجرا بودیم ناگفتنی بود. وقتی بنزین هواپیما تمام شد موقع فرود چون یک چرخ نداشت به اجبار با دماغ به زمین نشست و خوشبختانه سرنشینان آن آسیبی ندیدند، فقط قسمت جلوی هواپیما کمی صدمه دید.
به هرحال ما کار دشواری آغاز کرده بودیم و خوشبختانه به نتیجه هم رسیدیم. من هنوز هم وقتی هواپیمایی در آسمان می‌بینم به قول معروف هوایی می‌شوم و از غرش آن لذت می‌برم. البته در شروع کارم با مشکلاتی نیز روبرو شدم مثلاً بعضی افراد ناشناس به پدرم تلفن می‌زدند و به دروغ می‌گفتند هواپیمای دخترت سقوط کرده‌است. در پاسخ به این محرک‌ها گاهی عصبانی می‌شدم و به پدرم می‌گفتم چرا مرا وادار به این کار کردی و مشوقم شدی تا خلبان شوم؛ ولی او معتقد بود در ابتدای هرکاری مشکلاتی وجود دارد و باید با صبر و تلاش با آن‌ها مقابله کرد.»